# Ahmed Bouzfour
Ahmed Bouzfour (en arabe : أحمد بوزفور) est un écrivain marocain né en 1945. Il est principalement connu pour ses nouvelles.

## Biographie
Né en 1945 près de la ville de Taza, il a reçu son éducation primaire dans les écoles coraniques avant d'intégrer l'Université Quaraouiyine (arabe : القرويين) à Fès où il poursuivit ses études primaires et secondaires. Il obtint le baccalauréat en 1966 et fut, par la suite, arrêté et incarcéré pendant trois mois pour son activisme politique.
Il continua ses études par la suite dans la Faculté des Lettres de Fes où il obtint une licence en littérature arabe, puis en 1972, une maîtrise en littérature moderne marocaine.
Sa première nouvelle Yas'alounaka âni al-qatl (يسألونك عن القتل en arabe) fut publiée en 1971 dans le journal Al Alam (العلم) appartenant au Parti de l'Istiqlal.
Il commença à enseigner en 1977 à la Faculté des lettres et des sciences humaines à Rabat comme professeur de poésie arabe anté-islamique, puis fini par rejoindre la Faculté des Lettres et des Sciences Humaines d'Ain Chock à Casablanca comme Professeur de Lettres Arabes.
Il obtint un doctorat en 1989 à la suite de sa lettre Ta'abata chiârane (تأبط شعرا). C'est à cette époque-là qu'il écrivit la plupart de ses œuvres, celles qui lui ont valu une certaine reconnaissance dans le milieu littéraire marocain.
En 2002, Ahmed Bouzfour refusa le prix du Maroc du Livre remis par le Ministère de la Culture marocain (et dont la valeur est estimée à 7 000 USD) protestant contre ce qu'il nomma «la décadence de l'état politique, économique et culturel du Maroc».

## Œuvres
- Ta'abbata chiârane (تأبط شعرا)
- Quatre recueils de nouvelles :
  - An-nadarou fi al-wajhi al-âaziz (النظر في الوجه العزيز) publié en 1983
  - Al-Ghabir Al-Dhahir (الغابر الظاهر) en 1987
  - Sayyad al-Naâm (صياد النعام) en 1993
- Diwane as-sindibad (ديوان السندباد)
- koknos (ققنس), 2002)
- Az-zarafa al-mouchtaîla (الزرافة المشتعلة) (points de vue sur la nouvelle moderne marocaine)